# Pilar Cuartero
Pilar Cuartero Molinero (Tarazona, 1906-Zaragoza, 1995) fue una maestra española que destacó por fundar el Colegio Femenino de la Sagrada Familia.

## Trayectoria
Estudió Bachillerato y Magisterio en Zaragoza.
Comenzó su actividad docente en 1929  dando clases particulares en su domicilio. Ante el éxito obtenido y el elevado número de alumnos que consiguió, en 1932-33 decidió fundar un colegio privado, el "Colegio Femenino de la Sagrada Familia", como centro de preparación de estudiantes para la Escuela de Comercio, Bachillerato, Magisterio y la Academia General Militar.
El colegio ha tenido varios emplazamientos en la ciudad de Zaragoza, existiendo todavía en la actualidad en el Paseo de los Infantes de España, 4,  en la orilla del Canal Imperial.

## Reconocimientos
Recibió la Cruz de Alfonso X el Sabio.
Desde 2006 tiene dedicado un andador (tipo de vía pública) en el barrio del Actur en Zaragoza.
Asimismo es una de las mujeres que forma parte de la ruta "Mujeres Imborrables" del Cementerio de Torrero en Zaragoza, que rinde homenaje al legado de 41 mujeres estrechamente relacionadas con la ciudad de Zaragoza.